# Morgan Robertson

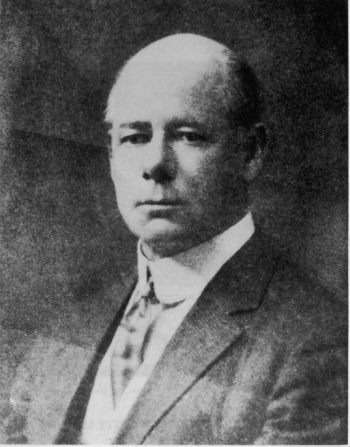
Morgan Robertson

Morgan Robertson (Oswego, 30 settembre 1861 – Atlantic City, 24 marzo 1915) è stato uno scrittore e inventore statunitense.

## Biografia
Figlio di Andrew Robertson, capitano di nave, e di Amelia Glassford Robertson, fu uno scrittore statunitense conosciuto per i suoi racconti, fu infatti autore di molte opere sul mare e racconti marittimi e come possibile inventore del periscopio.
È ricordato per aver scritto il racconto Il naufragio del Titan, rilasciato inizialmente con il titolo Futility, che narra la storia del piroscafo Titan affondato nell'Oceano Atlantico settentrionale dopo la collisione con un iceberg. Questo romanzo, scritto quattordici anni prima della catastrofe del Titanic, sembra profetizzare la triste vicenda del noto transatlantico: come il Titanic, infatti, la nave del racconto si scontra con un iceberg per poi affondare condannando gran parte dei passeggeri a bordo a causa della mancanza di scialuppe.
In questo romanzo spicca una bella ed eroica storia d'amore tra un marinaio coraggioso, una ragazzina contro il pericolo e una madre che ritrova infine la felicità.
Nel 1905 scrisse The Submarine Destroyer, in cui descrisse un sottomarino che utilizzava uno strumento chiamato periscopio. Anche se Robertson dichiarò più tardi di aver inventato un prototipo di periscopio che non ebbe il brevetto, Lake e Grubbs perfezionarono il modello di periscopio utilizzato dalla marina statunitense nel 1902, tre anni prima del romanzo di Robertson.

## Morte
Nel pomeriggio del 24 marzo 1915, Robertson fu trovato morto nella sua stanza all'Alamac Hotel di Atlantic City, New Jersey; aveva 53 anni. La causa della sua morte è probabile che sia riconducibile ad un'overdose di paraldeide. Oggi riposa nel cimitero Green-Wood di Brooklyn, New York.